# Neurobasis longipes
Neurobasis longipes – gatunek ważki z rodziny świteziankowatych (Calopterygidae).